# 构造物理学
地壳构造物理学（英語：Tectonophysics）是地球物理学的一个分支，是研究地质构造岩石层内的构造运动和变形的物理过程，以及它们和力的关系的学科。该领域包括应力的，应变的，并在地球的岩石圈与软流圈不同流变学的空间格局，这些模式之间的关系，和由于板块构造变形观察到模式（這一段中第一句是正確的，其他不知所云，翻譯錯誤）。
地球内部物理学是利用观测到的各种地球物理、地球化学（明明是物理，爲何化學也參入？）以及地质现象来研究地球内部的结构、物质的物理性质和物理状态以及化学组成的学科。地核构造学研究地核构造运动和变形的物理过程。

## 参看
- 构造地质学
- 海底扩张学说
- 古地理学